# Shelley Taylor-Smith
Shelley Taylor-Smith, née le 3 août 1961 à Perth, est une nageuse australienne.

## Carrière
Shelley Taylor-Smith remporte le 25 km en eau libre aux Championnats du monde de natation 1991 à Perth et est médaillée de bronze de la même épreuve aux Championnats du monde de natation 1994 à Rome.
Elle intègre l'International Swimming Hall of Fame en 2008.